# ری داونی
ری داونی (انگلیسی: Ray Downey؛ زادهٔ ۲۳ سپتامبر ۱۹۶۸) بوکسور اهل کانادا است.